# アンザック (フリゲート)
| 西オーストラリアで演習中の「アンザック」 （2016年2月） |                                  |                                  |
| 要目                                                   |                                  |                                  |
| 艦級                                                   | アンザック級フリゲート           | アンザック級フリゲート           |
| 原設計                                                 | ドイツ                           | ドイツ                           |
| 運用者                                                 | オーストラリア海軍               | オーストラリア海軍               |
| 排水量                                                 | 満載排水量: 3,600t               | 満載排水量: 3,600t               |
| 全長                                                   | 118m                             | 118m                             |
| 全幅                                                   | 14.8m                            | 14.8m                            |
| 吃水                                                   | 4m                               | 4m                               |
| 機関                                                   | CODOG 2軸推進 可変ピッチプロペラ | CODOG 2軸推進 可変ピッチプロペラ |
| 機関                                                   | GE LM 2500ガスタービン 1基       | 22.5Mw                           |
| 機関                                                   | MTU 12V 1163 ディーゼル 2基      | 7Mw                              |
| 速力                                                   | 27ノット以上                     | 27ノット以上                     |
| 航続距離                                               | 6,000海里（18ノット）            | 6,000海里（18ノット）            |
| 乗員                                                   | 約170名                          | 約170名                          |
| 武装                                                   | Mk 45 5インチ砲                  | 1門                              |
| 武装                                                   | 12.7mm機銃                       | 数挺                             |
| 武装                                                   | Mk 41 VLS (8セル; ESSM短SAM用)   | 1基                              |
| 武装                                                   | ハープーンSSM 4連装発射筒        | 2基                              |
| 武装                                                   | Mk 32短魚雷3連装発射管           | 2基                              |
| 艦載機                                                 | SH-2 哨戒ヘリコプター            | 1機                              |
| レーダー                                               | SPS-49(V)8 対空レーダー          | 1基                              |
| ソナー                                                 | スフェリオン-B 艦首装備          | スフェリオン-B 艦首装備          |
| FCS                                                    | セルシウステック 9LV453          | セルシウステック 9LV453          |
| モットー                                               | United We Stand                  | United We Stand                  |

アンザック (HMAS Anzac, FFH 150) はオーストラリア海軍のアンザック級フリゲートの1番艦。名称はオーストラリア・ニュージーランドの合同軍事組織ANZACにちなんでおり、アンザックの名を持つ艦としては3代目にあたる。

## 艦歴
ビクトリア州ウィリアムズタウンのテニックス・ディフェンス・システムズで1993年11月5日に起工され、1994年9月16日に進水、1996年5月13日に就役した。
2003年5月21日より3日間、イラク南部のアルファウ半島で活動するイギリス海兵隊第40コマンド部隊を支援するため、127mm（5インチ）砲による艦砲射撃を実施した。アンザックは計42発を発射し、全て目標に着弾した。演習を除けば、オーストラリア海軍としては31年ぶりの射撃であった。この砲撃による大きな戦果をうけ、この支援作戦は"5 inch Friday"と通称される。
2014年、対艦ミサイル防御（ASMD）のアップグレード（SEA 1448改修）を受けた。
2023年5月下旬、国連安保理決議により禁止されている北朝鮮籍船舶の「瀬取り」を含む違法な海上活動に対して、日本周辺海域に派遣され、オーストラリア海軍として2018年以降9度目となる警戒監視活動を実施した。同年6月10日、海上自衛隊の呉基地（広島県呉市）に入港し、歓迎式典が行われた。式典で演説したマクファーソン艦長は「日豪防衛連携は、豪にとってアジア太平洋地域で最優先に取り組むべきものだ」と表明した。今後、9月中旬までに、韓国やシンガポールなどのアジア太平洋諸国を訪問する予定。なお、本艦の呉基地への入港は今回が初めて。
6月24日・25日、南シナ海において、海上自衛隊護衛艦「いずも」、「さみだれ」と対水上戦、対空戦、LINKEX等の日豪共同訓練（トライデント23）を実施した。
新造艦に予算を回すため早期退役することとなり、2024年5月18日に西オーストラリアのスターリング基地で退役した。

## 同型艦
- FFH 151 アランタ（Arunta）
- FFH 152 ワラムンガ（Warramunga）
- FFH 153 スチュアート（Stuart）
- FFH 154 パラマッタ（Parramatta）
- FFH 155 バララット（Ballarat）
- FFH 156 トゥーンバ（Toowoomba）
- FFH 157 パース（Perth）